# Estate d'oro dell'Italia
La locuzione estate d'oro dell'Italia, assieme alle varianti estate d'oro dello sport italiano, anno d'oro dello sport italiano e anno d'oro dell'Italia sportiva, identifica l'elevato numero di successi ottenuti nel 2021 da parte dei rappresentanti dell'Italia in diverse competizioni, principalmente sportive.
È stata largamente utilizzata in ambito mediatico e sportivo nazionale ed internazionale, oltre che dal Presidente della Repubblica Italiana Sergio Mattarella in occasioni ufficiali.

## Contesto

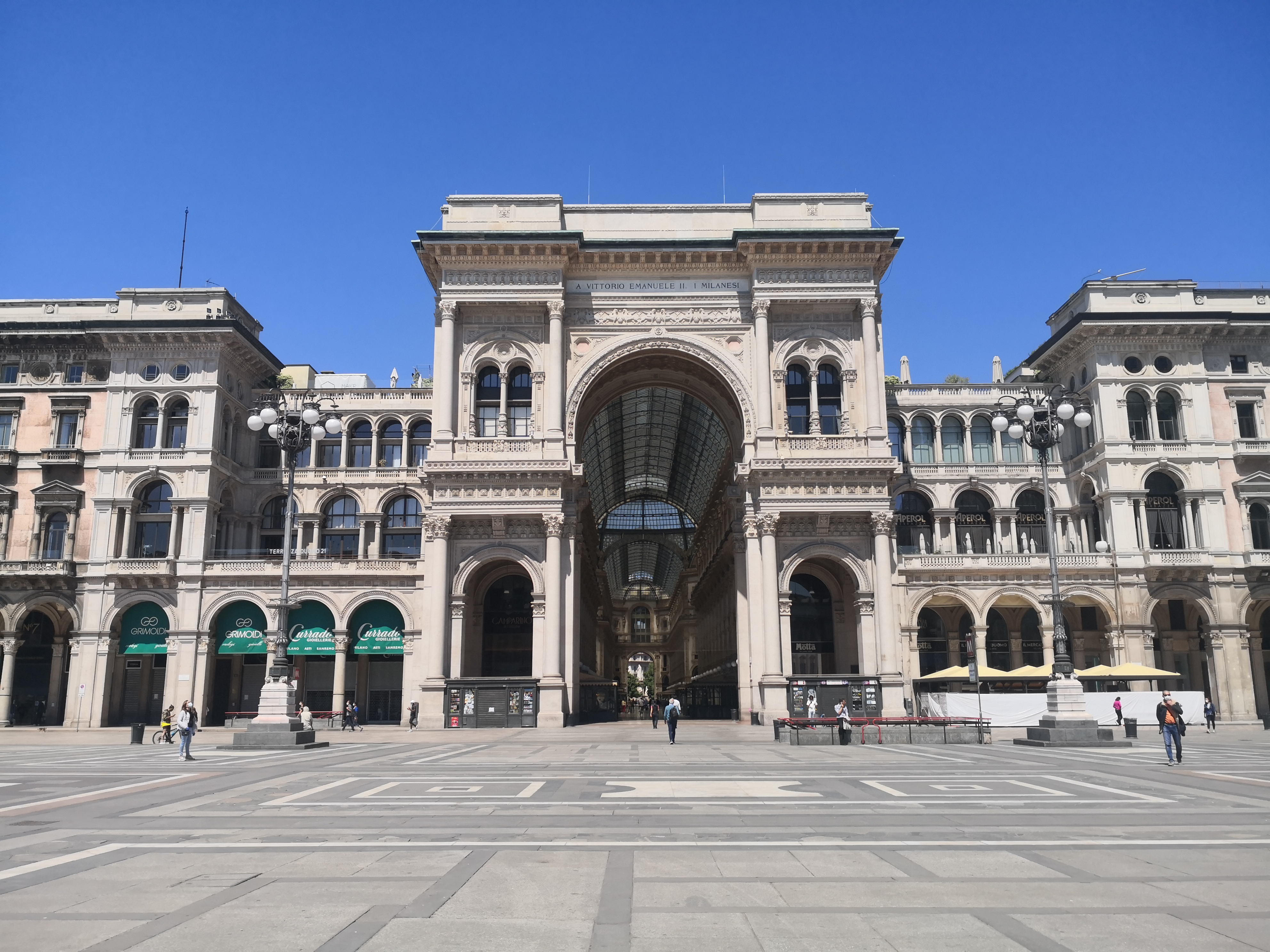
Piazza del Duomo a Milano nel 2020 durante il periodo di confinamento

Nel corso dell'anno 2020, la diffusione globale del coronavirus denominato SARS-CoV-2, responsabile della malattia COVID-19, portò in larga parte del mondo all'applicazione di misure restrittive quali limitazioni agli spostamenti, blocchi delle attività lavorative, quarantene e coprifuoco; la situazione sanitaria causò la cancellazione di molti importanti eventi internazionali, come l'Eurovision Song Contest 2020, e lo slittamento di altri, come i Giochi della XXXII Olimpiade ed il sedicesimo campionato europeo di calcio, rinviati all'anno successivo. Il 2021, durante il quale si registrò una generale tendenza all'allentamento delle misure restrittive, vide quindi l'organizzazione di un numero rilevante di grandi eventi sportivi, sia posticipati dall'anno precedente sia programmati per l'anno in corso.
L'Italia, nel secondo decennio del XXI secolo, aveva vissuto anni di difficoltà economiche, demografiche e politiche, che si rispecchiavano in un generalizzato sentimento di pessimismo nella popolazione, ulteriormente acuito dagli effetti della pandemia all'inizio della decade successiva, quando l'Italia risultò tra le prime nazioni ad essere colpite dal virus e fu una delle più colpite in assoluto. Dal punto di vista sportivo il paese giungeva da anni di difficoltà sia negli sport di squadra, con le principali squadre nazionali incapaci di raccogliere successi (ad eccezione del torneo maschile di pallanuoto ai Campionati mondiali di nuoto 2019) e protagoniste, al contrario, di cocenti delusioni, come la mancata qualificazione al campionato mondiale di calcio 2018, sia in alcuni sport individuali come l'atletica leggera, in merito alla quale le recenti partecipazioni ai Giochi olimpici erano state fallimentari.

## Descrizione
I numerosi successi ottenuti da atleti italiani in ambito sportivo e più in generale da rappresentanti della nazione in vari contesti portarono la stampa a descrivere il periodo estivo come «d'oro» per lo sport ed in generale per tutto il paese. L'allungarsi della striscia di successi finì per far estendere la definizione all'intero 2021 e a vederla adottata anche da componenti del mondo sportivo e delle istituzioni.

### Eurovision Song Contest e Campionato europeo di calcio

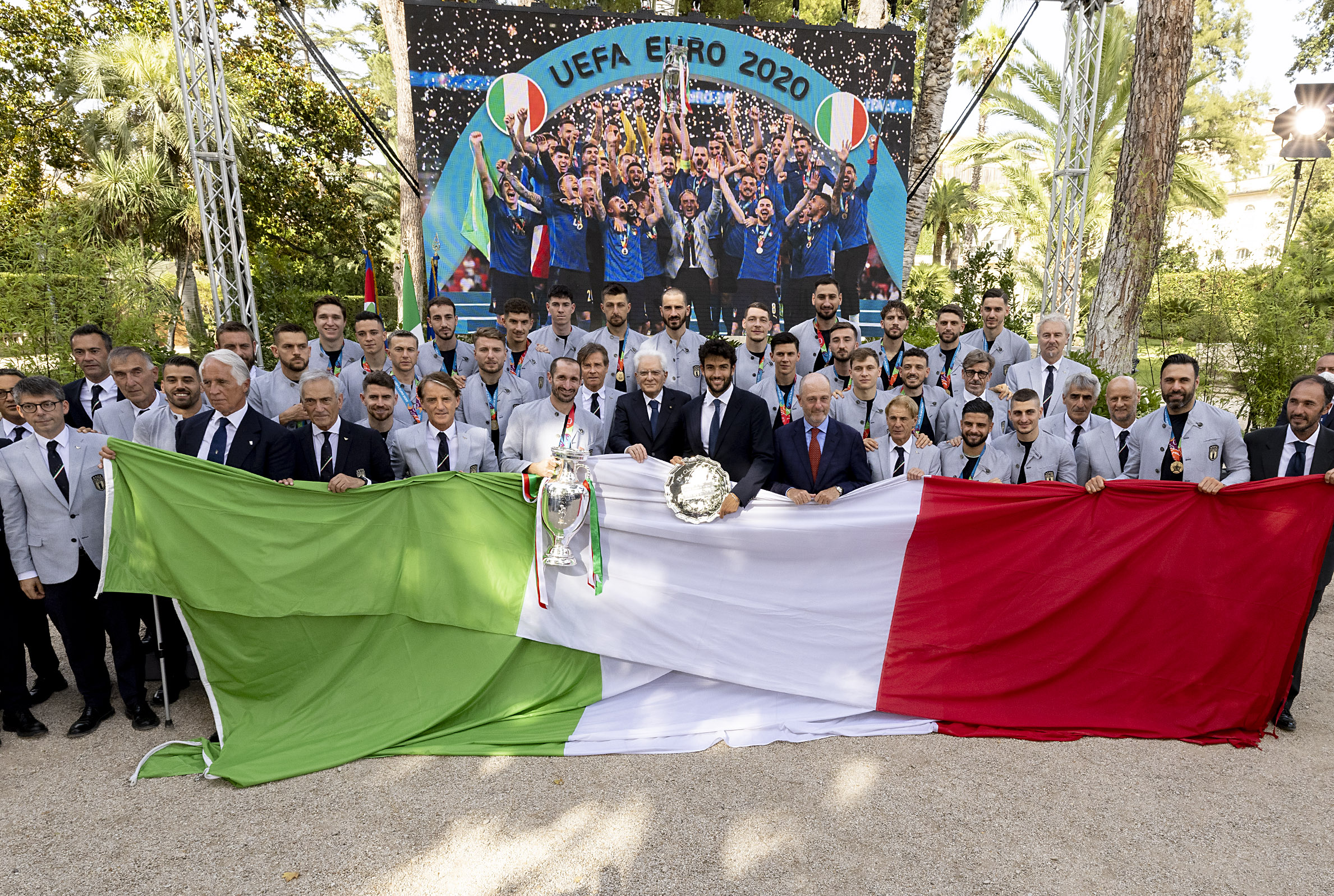
La Nazionale di calcio dell'Italia campione d'Europa e Matteo Berrettini ricevuti al Quirinale.

Il 22 maggio 2021, presso l'arena Rotterdam Ahoy, sita nell'omonima città olandese, il gruppo italiano pop rock dei Måneskin ottenne la vittoria nell'Eurovision Song Contest 2021, prima edizione della manifestazione dopo l'interruzione causata dalla pandemia. Si trattò del terzo successo italiano nella gara musicale, a 31 anni dalla distanza dall'ultimo, ottenuto dal cantautore Toto Cutugno nel 1990, e ricevette le congratulazioni della Presidenza del Consiglio dei ministri (all'epoca era in carica il Presidente del Consiglio Mario Draghi) e permise tra l'altro l'organizzazione della successiva edizione in Italia.
Circa due mesi dopo, l'11 luglio 2021, la città di Londra, capitale del Regno Unito, vide disputarsi a poche ore di distanza le finali di due importanti eventi sportivi: il Torneo di Wimbledon 2021 ed il campionato europeo di calcio 2020, il primo di ritorno dopo un anno di assenza ed il secondo slittato di 12 mesi rispetto al programma originario. Nell'ultimo atto della manifestazione tennistica si sfidarono il serbo Novak Đoković e l'italiano Matteo Berrettini, primo atleta italiano di sesso maschile a disputare la finale di uno dei tornei del Grande Slam dal 1976 e primo in assoluto a farlo nel Torneo di Wimbledon; Berrettini perse l'incontro, ma il suo piazzamento venne comunque considerato onorevole. La sera dello stesso giorno la nazionale di calcio dell'Italia, guidata dal commissario tecnico Roberto Mancini, scese in campo nello stadio di Wembley per disputare la finale del campionato europeo, affrontando i padroni di casa dell'Inghilterra: l'incontro venne vinto ai tiri di rigore dagli azzurri, che si laurearono così campioni d'Europa per la seconda volta in assoluto, a 53 anni di distanza dal precedente del 1968. Matteo Berrettini e la nazionale di calcio vennero ricevuti il giorno successivo al Palazzo del Quirinale dal Presidente della Repubblica Sergio Mattarella e presso Palazzo Chigi dal Presidente del Consiglio Mario Draghi.
La vittoria a poche settimane di distanza della massima rassegna canora e del massimo torneo calcistico continentali venne celebrata dalla stampa nazionale ed internazionale, evidenziando che nessun altro paese aveva mai conseguito questo risultato nello stesso anno solare e che il duplice evento avrebbe potuto segnare il punto di svolta per le difficoltà della nazione, avviata verso una rinascita sotto molteplici punti di vista.

### Giochi olimpici

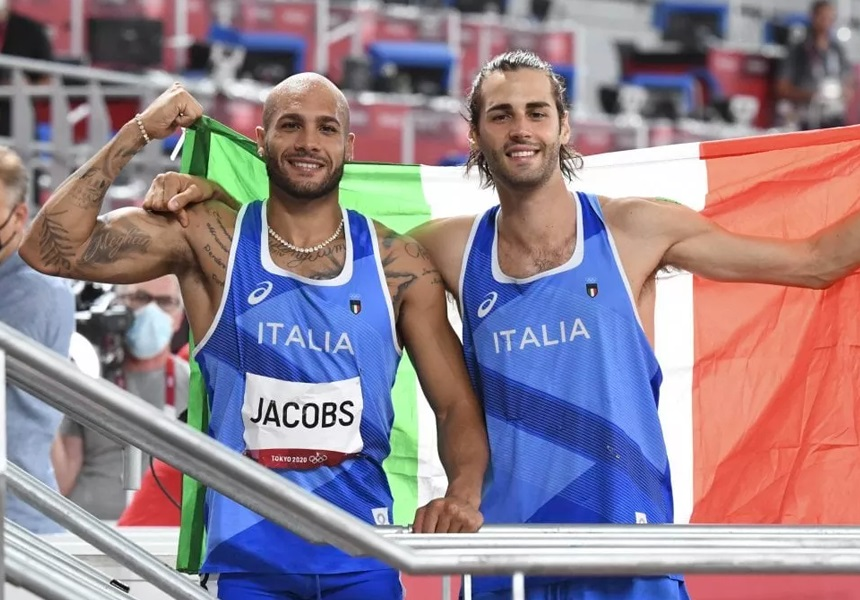
Il velocista Marcell Jacobs e l'altista Gianmarco Tamberi festeggiano i rispettivi ori olimpici, conquistati a pochi minuti di distanza.

Il 23 luglio 2021 si tenne a Tokyo, in Giappone, la cerimonia di apertura dei Giochi della XXXII Olimpiade, rinviati di un anno a causa della pandemia di COVID-19. Il contingente italiano, che risultava il più numeroso di sempre nella storia dei Giochi, con 384 atleti, ottenne nelle prime otto giornate due medaglie d'oro, conquistate da Vito Dell'Aquila nel taekwondo e dal 2 di coppia pesi leggeri composto da Valentina Rodini e Federica Cesarini nel canottaggio.
Il 1º agosto 2021, uno dei più importanti eventi in programma allo stadio Olimpico di Tokyo per la 9ª giornata di gare fu la finale dei 100 metri piani maschili, gara da sempre ritenuta una delle principali nei programmi olimpici, alla quale per la prima volta nella storia prese parte un atleta italiano, Marcell Jacobs; quasi in contemporanea si tenne nello stesso impianto la finale del salto in alto maschile, che vide tra i protagonisti l'italiano Gianmarco Tamberi. Il saltatore italiano, già alla vigilia ritenuto tra i favoriti per la conquista di una medaglia, ottenne l'oro a pari merito con il qatariota Mutaz Essa Barshim; pochi minuti dopo, Jacobs lo eguagliò vincendo in pista. La vittoria del velocista, a differenza di quella di Tamberi, giunse completamente inaspettata, tema sottolineato dalla stampa internazionale assieme al festeggiamento congiunto da parte dei due atleti. Il periodico italiano Panorama accomunò il doppio successo a vittoria e piazzamento in ambito calcistico e tennistico del mese precedente, coniando la definizione «estate d'oro dello sport italiano».
Nelle successive giornate dell'olimpiade, altri atleti azzurri ottennero  rilevanti successi: nella vela (classe Nacra, equipaggio composto da Ruggero Tita e Caterina Banti), nel ciclismo su pista (inseguimento a squadre, vinto dall'Italia la precedente volta nel 1960, quartetto Simone Consonni, Filippo Ganna, Francesco Lamon e Jonathan Milan) e nuovamente nell'atletica leggera, questa volta nella marcia 20 km maschile con Massimo Stano. Il 6 agosto, terzultima giornata di gare, gli atleti azzurri ottennero tre medaglie d'oro: nuovamente nella marcia con Antonella Palmisano, nel karate – sport all'esordio olimpico – con Luigi Busà ed ancora una volta nell'atletica leggera, vincendo per la prima volta nella storia dei Giochi la staffetta 4x100 metri maschile. La prestazione degli staffettisti Lorenzo Patta, Marcell Jacobs, Fausto Desalu e Filippo Tortu venne in particolare ripresa dai media di tutto il mondo che, accomunando i successi e le prestazioni nelle manifestazioni non esclusivamente sportive dei mesi precedenti agli ottimi risultati dei Giochi olimpici in corso, definirono il periodo come «Italy's golden summer» (inglese, in italiano estate d'oro dell'Italia), delineando nuovamente prospettive di ripresa per l'intera nazione.
La rassegna olimpica fu complessivamente eccezionale per il contingente azzurro, che raggiunse diversi risultati mai ottenuti nelle precedenti edizioni dei Giochi: numero di medaglie complessive (40), numero di medaglie di bronzo (20), numero di differenti discipline a podio (19) e conquista di almeno una medaglia in ogni giorno di gara. Di questi primati venne evidenziata la relatività stante il numero complessivo di medaglie assegnate, ma l'utilizzo mediatico dell'espressione «estate d'oro dello sport italiano» crebbe ulteriormente, portandola ad essere ripresa anche dalla stampa internazionale.

### Eventi successivi

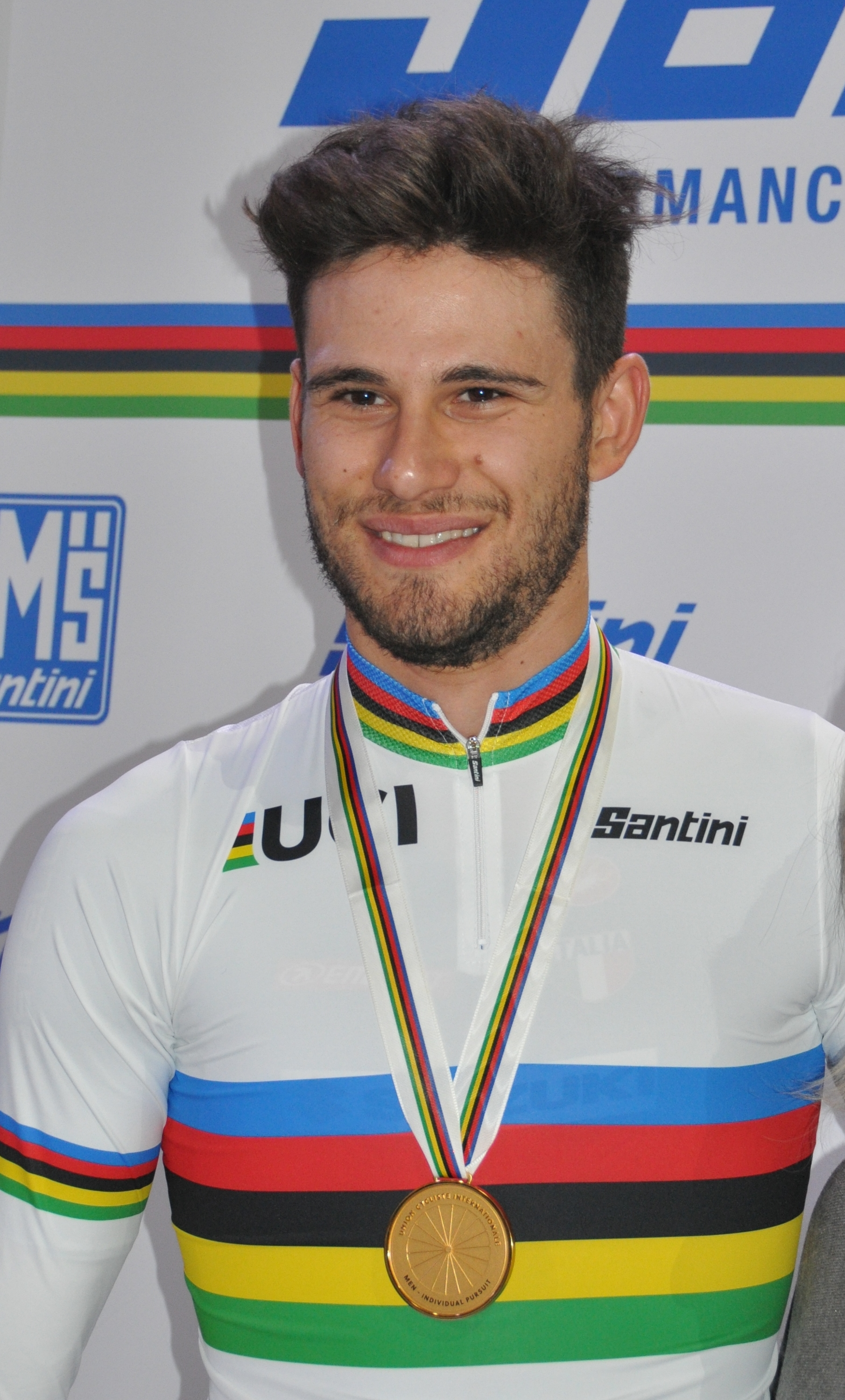
Il ciclista Filippo Ganna, vincitore nel 2021 di tre medaglie d'oro in tre diverse manifestazioni.

Successivamente ai Giochi olimpici, si tennero a Tokyo i XVI Giochi paralimpici estivi, anch'essi slittati di dodici mesi rispetto all'originaria programmazione. Similarmente a quanto avvenuto nelle settimane precedenti, gli atleti azzurri ottennero numerosi successi, conquistando un totale di 69 medaglie delle quali 14 d'oro: in particolare nel nuoto furono totalizzati 11 titoli paralimpici e nell'atletica leggera si assistette ad un inedito podio interamente composto da atlete italiane nei 100 metri piani T63; le altre due medaglie d'oro giunsero dal ciclismo e dalla scherma in carrozzina. Il 4 settembre 2021, in contemporanea al penultimo giorno di gare dei Giochi paralimpici, la nazionale italiana conquistò presso la Štark Arena di Belgrado, in Serbia, il campionato europeo femminile di pallavolo 2021, superando la rappresentativa locale, contro la quale aveva sempre perso nelle ultime edizioni di mondiali, europei e Giochi olimpici: i successi in questi eventi vennero descritti dai media come la continuazione dell'«estate d'oro dell'italia» e la locuzione, con le sue varianti, divenne di uso comune anche tra gli addetti ai lavori.
Il 19 settembre 2021, sulle strade belghe di Bruges, Filippo Ganna vinse la prova a cronometro dei Campionati del mondo di ciclismo su strada 2021, manifestazione in cui anche Elisa Balsamo conquistò pochi giorni più tardi la medaglia d'oro nella gara in linea. La vittoria del ciclista italiano avvenne davanti ai due atleti locali Wout Van Aert e Remco Evenepoel, giunti secondo e terzo, poche ore prima che la nazionale maschile di pallavolo dell'Italia scendesse in campo all'arena Spodek di Katowice in Polonia per la finale del campionato europeo maschile di pallavolo 2021. I pallavolisti italiani riuscirono ad avere la meglio sulla nazionale slovena, conquistando il campionato europeo maschile di pallavolo per la prima volta dal 2005. Questi ulteriori successi, giunti a ridosso del termine dell'estate astronomica, portarono ulteriori media a definire il periodo «d'oro». Anche le quattro medaglie d'oro conquistate ai campionati del mondo di ciclismo su pista 2021 tenutisi a Roubaix in Francia nel mese di ottobre furono idealmente ricomprese nella striscia di successi estiva.

Con l'approssimarsi della fine dell'anno, il 23 dicembre 2021, il Presidente della Repubblica Mattarella, rivolgendosi all'intero movimento sportivo italiano, dichiarò: 
La stampa nazionale ed internazionale riprese nelle settimane successive la definizione «anno d'oro dello sport italiano» (anche nella variante «anno d'oro dell'Italia sportiva»), andandovi a comprendere financo i successi ottenuti nei primi mesi del 2021, come ad esempio quelli conseguiti negli sport invernali, oltre a piazzamenti prestigiosi come quelli di Vanessa Ferrari ai Giochi olimpici e di Jannik Sinner nelle ATP Finals 2021 ed ai successi nella ginnastica giunti nel mese di ottobre. Il settimanale britannico d'informazione politico-economica The Economist nominò l'Italia «country of the year» (in italiano nazione dell'anno) anche per i successi ottenuti, sottolineando come la nazione fosse tra quelle che stavano meglio affrontando l'uscita dalla pandemia di COVID-19. Altri mezzi d'informazione internazionale, tuttavia, si opposero a questa descrizione, evidenziando che il riacquisito prestigio internazionale in ambito musicale, sportivo e scientifico (nel corso dell'anno era stato assegnato il premio Nobel per la fisica al professor Giorgio Parisi) non aveva risolto i problemi sistemici nazionali.

## Successi
| Successo          | Successo                                                                          | Successo                                                                                   | Precedente successo italiano                                                                                               | Precedente successo italiano                                                                                               | Precedente successo italiano                                                                                               | Precedente successo italiano |
| Data              | Competizione                                                                      | Vincitore                                                                                  | Data | Competizione | Vincitore | Anni trascorsi               |
| ----------------- | --------------------------------------------------------------------------------- | ------------------------------------------------------------------------------------------ | --- | --- | --- | ---------------------------- |
| 24 gennaio 2021   | Coppa del Mondo di sprint singolo maschile (slittino) 2021                        | Kevin Fischnaller                                                                          | 1º marzo 2020 | Coppa del Mondo di gara a squadre (slittino) 2020                                                                          | Italia | 1                            |
| 16 febbraio 2021  | Campionati mondiali di sci alpino 2021 - Slalom parallelo                         | Marta Bassino                                                                              | 6 febbraio 2019 | Campionati mondiali di sci alpino 2019 - Supergigante maschile                                                             | Dominik Paris | 2                            |
| 16 febbraio 2021  | Coppa del Mondo di individuale 2021                                               | Dorothea Wierer                                                                            | 11 marzo 2020 | Coppa del Mondo di biathlon 2020                                                                                           | Dorothea Wierer | 1                            |
| 24 febbraio 2021  | Coppa del Mondo di sprint (sci di fondo) 2021                                     | Federico Pellegrino                                                                        | 4 marzo 2016 | Coppa del Mondo di sprint (sci di fondo) 2016                                                                              | Federico Pellegrino | 5                            |
| 6 marzo 2021      | Campionati europei di atletica leggera indoor 2021 - 60 metri piani maschili      | Marcell Jacobs                                                                             | 5 marzo 1983 | Campionati europei di atletica leggera indoor 1983 - 60 metri piani maschili                                               | Stefano Tilli | 38                           |
| 7 marzo 2021      | Coppa del Mondo di slalom gigante 2021                                            | Marta Bassino                                                                              | 11 marzo 2020 | Coppa del Mondo di sci alpino 2020                                                                                         | Federica Brignone | 1                            |
| 17 marzo 2021     | Coppa del Mondo di discesa libera 2021                                            | Sofia Goggia                                                                               | 7 marzo 2021 | Coppa del Mondo di slalom gigante 2021                                                                                     | Marta Bassino | 0                            |
| 22 maggio 2021    | Eurovision Song Contest 2021                                                      | Måneskin                                                                                   | 5 maggio 1990 | Eurovision Song Contest 1990                                                                                               | Toto Cutugno | 31                           |
| 3 luglio 2021     | Campionato europeo di softball 2021                                               | Nazionale di softball femminile dell'Italia                                                | 6 luglio 2019 | Campionato europeo di softball 2019                                                                                        | Nazionale di softball femminile dell'Italia                                                                                | 2                            |
| 11 luglio 2021    | Campionato europeo di calcio 2020                                                 | Nazionale di calcio dell'Italia                                                            | 10 giugno 1968 | Campionato europeo di calcio 1968                                                                                          | Nazionale di calcio dell'Italia                                                                                            | 53                           |
| 24 luglio 2021    | Taekwondo ai Giochi della XXXII Olimpiade - 58 kg maschile                        | Vito Dell'Aquila                                                                           | 11 agosto 2012 | Taekwondo ai Giochi della XXX Olimpiade - +80 kg maschile                                                                  | Carlo Molfetta | 9                            |
| 29 luglio 2021    | Canottaggio ai Giochi della XXXII Olimpiade - 2 di coppia pesi leggeri femminile  | Valentina Rodini, Federica Cesarini                                                        | 23 settembre 2000 | Canottaggio ai Giochi della XXVII Olimpiade - Quattro di coppia                                                            | Agostino Abbagnale, Alessio Sartori, Rossano Galtarossa, Simone Raineri                                                    | 21                           |
| 1º agosto 2021    | Atletica leggera ai Giochi della XXXII Olimpiade - Salto in alto maschile         | Gianmarco Tamberi                                                                          | 26 luglio 1980 | Atletica leggera ai Giochi della XXII Olimpiade - Salto in alto femminile                                                  | Sara Simeoni | 41                           |
| 1º agosto 2021    | Atletica leggera ai Giochi della XXXII Olimpiade - 100 metri piani maschili       | Marcell Jacobs                                                                             | Prima affermazione in assoluto di un atleta italiano nei 100 metri piani ai Giochi olimpici, evento organizzato dal 1896   | Prima affermazione in assoluto di un atleta italiano nei 100 metri piani ai Giochi olimpici, evento organizzato dal 1896   | Prima affermazione in assoluto di un atleta italiano nei 100 metri piani ai Giochi olimpici, evento organizzato dal 1896   | 125                          |
| 3 agosto 2021     | Vela ai Giochi della XXXII Olimpiade - Nacra 17                                   | Ruggero Tita, Caterina Banti                                                               | 24 settembre 2000 | Vela ai Giochi della XXVII Olimpiade - Mistral                                                                             | Alessandra Sensini | 21                           |
| 4 agosto 2021     | Ciclismo ai Giochi della XXXII Olimpiade - Inseguimento a squadre maschile        | Simone Consonni, Filippo Ganna, Francesco Lamon, Jonathan Milan                            | 15 agosto 2016 | Ciclismo ai Giochi della XXXI Olimpiade - Omnium maschile                                                                  | Elia Viviani | 5                            |
| 5 agosto 2021     | Atletica leggera ai Giochi della XXXII Olimpiade - Marcia 20 km maschile          | Massimo Stano                                                                              | 22 agosto 2008 | Atletica leggera ai Giochi della XXIX Olimpiade - Marcia 50 km                                                             | Alex Schwazer | 13                           |
| 6 agosto 2021     | Atletica leggera ai Giochi della XXXII Olimpiade - Marcia 20 km femminile         | Antonella Palmisano                                                                        | 5 agosto 2021 | Atletica leggera ai Giochi della XXXII Olimpiade - Marcia 20 km maschile                                                   | Massimo Stano | 0                            |
| 6 agosto 2021     | Karate ai Giochi della XXXII Olimpiade - 75 kg maschile                           | Luigi Busà                                                                                 | Prima edizione in assoluto dei Giochi olimpici a comprendere il karate                                                     | Prima edizione in assoluto dei Giochi olimpici a comprendere il karate                                                     | Prima edizione in assoluto dei Giochi olimpici a comprendere il karate                                                     | -                            |
| 6 agosto 2021     | Atletica leggera ai Giochi della XXXII Olimpiade - Staffetta 4×100 metri maschile | Lorenzo Patta, Marcell Jacobs, Fausto Desalu, Filippo Tortu                                | Prima affermazione in assoluto di una staffetta italiana nella 4x100 metri ai Giochi olimpici, evento organizzato dal 1912 | Prima affermazione in assoluto di una staffetta italiana nella 4x100 metri ai Giochi olimpici, evento organizzato dal 1912 | Prima affermazione in assoluto di una staffetta italiana nella 4x100 metri ai Giochi olimpici, evento organizzato dal 1912 | 109                          |
| 4 settembre 2021  | campionato europeo femminile di pallavolo 2021                                    | Nazionale femminile di pallavolo dell'Italia                                               | 4 ottobre 2009 | campionato europeo femminile di pallavolo 2009                                                                             | Nazionale femminile di pallavolo dell'Italia                                                                               | 11                           |
| 19 settembre 2021 | Campionati del mondo di ciclismo su strada 2021 - Cronometro maschile Elite       | Filippo Ganna                                                                              | 25 settembre 2020 | Campionati del mondo di ciclismo su strada 2020 - Cronometro maschile Elite                                                | Filippo Ganna | 1                            |
| 19 settembre 2021 | Campionato europeo maschile di pallavolo 2021                                     | Nazionale maschile di pallavolo dell'Italia                                                | 11 settembre 2005 | Campionato europeo maschile di pallavolo 2005                                                                              | Nazionale maschile di pallavolo dell'Italia                                                                                | 16                           |
| 25 settembre 2021 | Campionati del mondo di ciclismo su strada 2021 - Gara in linea femminile Elite   | Elisa Balsamo                                                                              | 19 settembre 2021 | Campionati del mondo di ciclismo su strada 2021 - Cronometro maschile Elite                                                | Filippo Ganna | 0                            |
| 20 ottobre 2021   | Campionati del mondo di ciclismo su pista 2021 - Scratch femminile                | Martina Fidanza                                                                            | 28 febbraio 2020 | Campionati del mondo di ciclismo su pista 2020 - Inseguimento individuale maschile                                         | Filippo Ganna | 1                            |
| 21 ottobre 2021   | Campionati del mondo di ciclismo su pista 2021 - Inseguimento a squadre maschile  | Simone Consonni, Filippo Ganna, Francesco Lamon, Jonathan Milan                            | 20 ottobre 2021 | Campionati del mondo di ciclismo su pista 2021 - Scratch femminile                                                         | Martina Fidanza | 0                            |
| 21 ottobre 2021   | Campionati del mondo di ciclismo su pista 2021 - Corsa a eliminazione femminile   | Letizia Paternoster                                                                        | 21 ottobre 2021 | Campionati del mondo di ciclismo su pista 2021 - Inseguimento a squadre maschile                                           | Simone Consonni, Filippo Ganna, Francesco Lamon, Jonathan Milan                                                            | 0                            |
| 23 ottobre 2021   | Campionati mondiali di ginnastica artistica 2021 - Corpo libero                   | Nicola Bartolini                                                                           | 6 settembre 1997 | Campionati mondiali di ginnastica artistica 1997 - Anelli                                                                  | Jury Chechi | 24                           |
| 24 ottobre 2021   | Campionati del mondo di ciclismo su pista 2021 - Corsa a eliminazione maschile    | Elia Viviani                                                                               | 21 ottobre 2021 | Campionati del mondo di ciclismo su pista 2021 - Corsa a eliminazione femminile                                            | Letizia Paternoster | 0                            |
| 31 ottobre 2021   | Campionati mondiali di ginnastica ritmica 2021 - 3 cerchi e 4 clavette            | Alessia Maurelli, Martina Centofanti, Martina Santandrea, Agnese Duranti, Daniela Mogurean | 16 settembre 2018 | Campionati mondiali di ginnastica ritmica 2018 - 3 palle e 2 funi                                                          | Alessia Maurelli, Martina Centofanti, Martina Santandrea, Agnese Duranti, Anna Basta, Letizia Cicconcelli                  | 3                            |

           Successo ottenuto durante l'estate astronomica

## Prestazioni negative

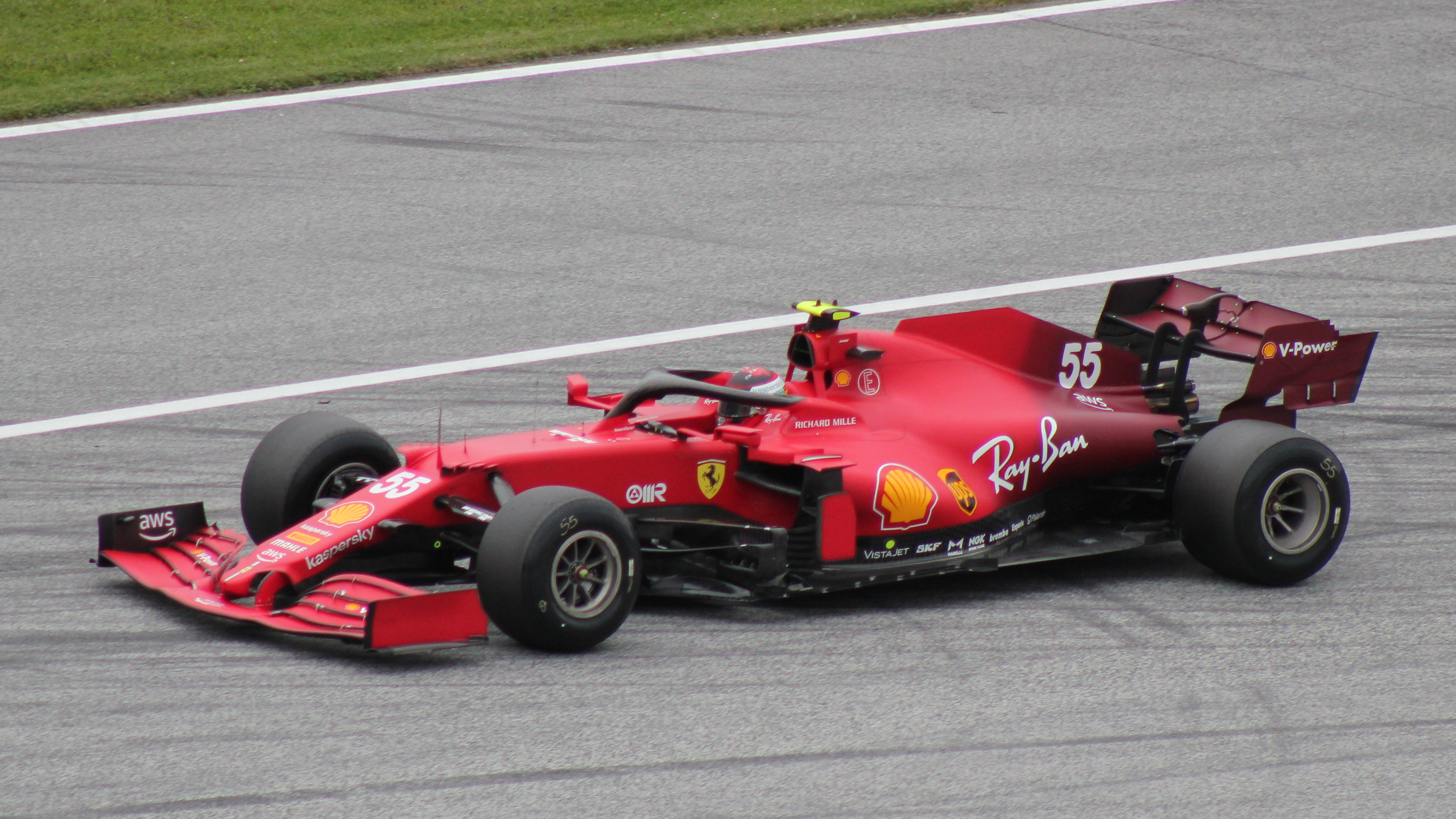
La Ferrari SF21, monoposto di F1 realizzata dall'omonima scuderia italiana per il campionato del 2021, non vinse alcun GP

Nel corso del 2021, i rappresentanti italiani furono protagonisti in ambito sportivo anche di alcune prestazioni negative. Agli stessi Giochi olimpici in cui fu ottenuto il record di medaglie, nella scherma non ne venne conquistata nemmeno una d'oro, come era invece avvenuto ininterrottamente da dopo i Giochi del 1980, causando le critiche di alcuni atleti nei confronti del commissario tecnico del fioretto Andrea Cipressa, poi sostituito assieme a quelli della spada e della sciabola.
Negli sport di squadra, nessuna compagine italiana raggiunse le semifinali olimpiche, avvenimento che non si verificava dall'edizione del 1932, mentre la nazionale di calcio, all'indomani della conquista del campionato europeo, fallì la qualificazione diretta al campionato mondiale di calcio 2022 e fu costretta a disputare il turno di spareggio l'anno successivo, poi culminato con l'eliminazione, la seconda consecutiva dopo quella del 2018. La nazionale di rugby a 15 dell'Italia disputò invece il peggior Sei Nazioni della sua storia, rimediando un whitewash e una differenza punti di -184.
Negli sport motoristici, la Scuderia Ferrari concluse il Campionato mondiale di Formula 1 2021 senza vincere alcun Gran Premio, ripetendo il risultato negativo della precedente stagione.